# Comastichus zopheros
Comastichus zopheros är en stekelart som beskrevs av Lasalle 1994. Comastichus zopheros ingår i släktet Comastichus och familjen finglanssteklar.
Artens utbredningsområde är Costa Rica. Inga underarter finns listade i Catalogue of Life.